# Britiske pund
 For alternative betydninger, se Pund. (Se også artikler, som begynder med Pund)
Britisk pund (officielt navn er pound) er en enhed af valutaen Sterling. Pund bruges som møntenhed i Storbritannien. Et pund består af 100 new pence. Pence hedder penny i ental.
I sammenligning med de færøske kroner bruges der ligeledes forskellige regionale pengesedler i Storbritannien og visse andre steder, som er i møntunion med Storbritannien. I England og Wales udstedes engelske pengesedler, disse er lovligt betalingsmiddel i hele Storbritannien og alle andre områder som er i møntunion med Storbritannien. I Skotland har 3 banker ret til at udstede pengesedler, disse pengesedler er gyldige som betalingsmiddel i Skotland, og de bør i udgangspunkt modtages i resten af Storbritannien, dog rådes man til at veksle, hvis man tager til England eller Wales, da det ikke er alle som er bekendte med de skotske pengesedler. Alle betalingsmaskiner i England og Wales modtager dog skotske pengesedler på lige fod med de engelske.
I Nordirland har 4 banker herunder Danske Bank ret til at udstede pengesedler. Disse pengesedler er gyldige som betalingsmiddel i Nordirland, og de bør i udgangspunkt modtages i resten af Storbritannien, dog rådes man til at veksle, hvis man tager til England eller Wales, da det ikke er alle som er bekendte med de nordirske pengesedler. Alle betalingsmaskiner i England og Wales modtager dog nordirske pengesedler på lige fod med de engelske.
Isle of Man, Jersey, Guernsey, Sankt Helena, Falklandsøerne og Gibraltar udsteder hver især deres egne pengesedler. Disse pengesedler er kun gyldige i de respektive områder, hvor de er udstedt. Flere forhandlere i Storbritannien tager dog imod sedlerne, selvom de ikke er forpligtet til at gøre det (1-pundsedler fra Isle of Man, Jersey og Guernsey bliver dog kun yderst sjældent modtaget i England, Wales og Nordirland, da disse områder ikke benytter 1-pundsedler). Sedlerne accepteres ikke i betalingsmaskiner i Storbritannien. Mønterne i hele Storbritannien er de samme, mens Isle of Man, Jersey, Guernsey, Sankt Helena, Falklandsøerne og Gibraltar hver især udsteder deres egne mønter med egne motiver. Disse består af samme materiale som de britiske mønter og har samme form og størrelse. De er ikke gyldige som betalingsmiddel i Storbritannien, men da det kun er motiverne som adskiller dem fra de britiske mønter, bliver de accepteret af diverse møntbetalingsautomater.
Indtil 15. februar 1971 opdeltes et pund i 20 shilling som igen opdeltes i 12 pence, altså 240 pence på et pund.
Pund forkortes £ for Libra, der er latin for pund. Navnet skyldes, at et pund oprindeligt var et pund sølv. Før 15. februar 1971 forkortedes shilling s for solidus og pence d for denarius, begge romerske møntenheder.
Navnet sterling var oprindelige navnet på mønten silver penny, altså 1/240 af et pund dengang et pund stadig var udmålt i sølv. En sovereign var en guldmønt med værdien et pund sterling. En guinea var et pund og en shilling.

## Engelske pund
Udstedes af Bank of England og er lovligt betalingsmiddel i Storbritannien og alle andre områder, der benytter pund sterling.
Sedler udstedes i værdierne 5, 10, 20 og 50 pund.
Mønter udstedes i værdierne 1, 2, 5, 10 og 50 pence samt 1, 2 og de sjældent benyttede 5-pundmønter.

## Skotske pund
Sedlerne er gyldige som betalingsmiddel i Skotland og resten af Storbritannien, teknisk set er sedlerne ikke lovligt betalingsmiddel i Storbritannien heller ikke i Skotland.
The Royal Bank of Scotland udsteder sedler i værdierne 1, 5, 10, 20, 50 og 100 pund. Der er 9 forskellige jubilæumssedler i omløb (februar 2015).
Clydesdale Bank udsteder sedler i værdierne 5, 10, 20, 50 og 100 pund. Dertil har banken også udstedt 7 forskellige jubilæumssedler siden 1996.
Bank of Scotland udsteder sedler i værdierne 5, 10, 20, 50 og 100 pund.
Mønter identiske med de engelske.

## Nordirske pund
Sedlerne er gyldige som betalingsmiddel i Nordirland og resten af Storbritannien, teknisk set er sedlerne ikke lovligt betalingsmiddel i Storbritannien heller ikke i Nordirland.
Bank of Ireland udsteder sedler i værdierne 5, 10, 20 og 50 pund.
Danske Bank udsteder sedler i værdierne 10 og 20 pund. Bemærk at sedler fra Northern Bank (som Danske Bank overtog i 2012) i værdierne 5, 10, 20, 50 og 100 stadig er gyldige, men langsomt trækkes tilbage.
First Trust Bank udsteder sedler i værdierne 10, 20, 50 og 100 pund. Bemærk at der er to versioner af 20-pundsedlen og tre versioner af 50- og 100-pundsedlen.
Ulster Bank udsteder sedler i værdierne 5, 10, 20 og 50 pund. Bemærk at der er en jubilæums 5 pundseddel i omløb med et portræt af George Best.
Mønter identiske med de engelske.

## Jersey-pund
Sedlerne og mønterne er kun gyldige som betalingsmiddel i Jersey. Sedlerne og mønterne modtages dog konsekvent i Guernsey. I Storbritannien er sedlerne hverken lovlige eller gyldige som betalingsmiddel, men alle sedlerne på nær 1-pundsedlerne modtages dog ofte.
Jersey udsteder sedler i værdierne 1, 5, 10, 20, 50 og 100 pund.
Mønter udstedes i værdierne 1, 2, 5, 10, 20 og 50 pence. Sjældent udstedes også 1-pundmønter. Bemærk at der også er en firkantet 1-pundmønt i omløb på Jersey.

## Isle of Man-pund
Sedlerne og mønterne er kun gyldige som betalingsmiddel på Isle of Man. I Storbritannien er sedlerne hverken lovlige eller gyldige som betalingsmiddel, men alle sedlerne på nær 1-pundsedlerne modtages dog ofte.
Isle of Man udsteder sedler i værdierne 1, 5, 10, 20 og 50 pund.
Mønter udstedes i værdierne 1, 2, 5, 10, 20 og 50 pence samt 1 og 2 pund.
Mønter og frimærker er en vigtige eksportkilder for Isle of Man, derfor ændrer Isle of Man ofte motiverne på sine mønter for at gøre dem mere interessante for samlere. Isle of Mans 5-pundseddel er den eneste pengeseddel med et billede af en pub.

## Guernsey-pund
Sedlerne og mønterne er kun gyldige som betalingsmiddel i Guernsey. Sedlerne og mønterne modtages dog konsekvent i Jersey. I Storbritannien er sedlerne hverken lovlige eller gyldige som betalingsmiddel, men alle sedlerne på nær 1-pundsedlerne modtages dog ofte.
Guernsey udsteder sedler i værdierne 1, 5, 10, 20 og 50 pund. Bemærk at der også er en 1-pundsjubilæumsseddel fra 2013 i omløb samt en 20-pundsjubilæumsseddel fra 2012.
Mønter udstedes i værdierne 1, 2, 5, 10, 20 og 50 pence samt 1 og 2 pund.

## Gibraltariske pund
Sedlerne og mønterne er kun gyldige som betalingsmiddel i Gibraltar. I Storbritannien er sedlerne hverken lovlige eller gyldige som betalingsmiddel, men de modtages dog ofte.
Gibraltar udsteder sedler i værdierne 5, 10, 20, 50 og 100 pund.
Mønter udstedes i værdierne 1, 2, 5, 10, 20 og 50 pence samt 1, 2 og 5 pund.

## Sankt Helena-pund
Sedlerne og mønterne er kun gyldige som betalingsmiddel på Sankt Helena og Ascension. I Storbritannien er sedlerne hverken lovlige eller gyldige som betalingsmiddel, men de modtages dog ofte.
Sankt Helena udsteder sedler i værdierne 5, 10 og 20 pund.
Mønter udstedes i værdierne 1, 2, 5, 10, 20 og 50 pence samt 1 og 2 pund. Alle mønterne er magen til de britiske mønter i form, størrelse og metal.

## Falklandspund
Sedlerne og mønterne er kun gyldige som betalingsmiddel på Falklandsøerne. I Storbritannien er sedlerne hverken lovlige eller gyldige som betalingsmiddel, men de modtages dog ofte.
Falklandsøerne udsteder sedler i værdierne 5, 10, 20 og 50 pund.
Mønter udstedes i værdierne 1, 2, 5, 10, 20 og 50 pence samt 1 og 2 pund.